# Piotr Kaszuba
Piotr Kaszuba (ur. 20 listopada 1956 w Warszawie) – polski prawnik i dyplomata,  Ambasador Nadzwyczajny i Pełnomocny Rzeczypospolitej Polskiej w Boliwariańskiej Republice Wenezueli do 31 grudnia 2016, Ambasador Nadzwyczajny i Pełnomocny Rzeczypospolitej Polskiej w Republice Surinamu, Grenadzie, Kooperacyjnej Republice Gujany, Jamajce, Barbados, Saint Vincent i Grenadynach, Federacji Saint Kitts i Nevis, Republice Trynidadu i Tobago oraz we Wspólnocie Dominiki do 31 grudnia 2016, w latach 2006–2010 pełnił funkcję Ambasadora RP w Słowenii.

## Życiorys
W 1979 ukończył studia na Wydziale Prawa i Administracji Uniwersytetu Warszawskiego. W latach 1980–1983 odbył studia podyplomowe w Katedrze Prawa Międzynarodowego Publicznego Polskiej Akademii Nauk.
W latach 1985–1992 był zatrudniony jako rzeczoznawca w firmie „Elektrim”. W 1992 rozpoczął pracę w Ministerstwie Spraw Zagranicznych. Przez cztery lata związany był z Departamentem Prawno-Traktatowym, gdzie pełnił funkcje radcy ministra, naczelnika wydziału i wicedyrektora. Odpowiadał za negocjacje umów gospodarczych z Rosją, traktatu z Litwą oraz sukcesji umów po rozpadzie Związku Radzieckiego, Jugosławii i Czechosłowacji.
Od 1996 kierował wydziałem konsularnym Ambasady RP w Hadze, odpowiadał również za kontakty z Międzynarodowym Trybunałem Sprawiedliwości, Międzynarodowym Trybunałem Karnym dla byłej Jugosławii oraz Konferencją Prawa Prywatnego Międzynarodowego. W 1999 objął funkcję konsula generalnego w Sztokholmie. W 2001 powrócił do pracy w Departamencie Prawno-Traktatowym MSZ, gdzie m.in. pełnił obowiązki zastępcy dyrektora. Od listopada 2005 wykonywał obowiązki dyrektora Biura Dyrektora Generalnego SZ.
W 2006 otrzymał nominację na stanowisko ambasadora RP w Słowenii, które pełnił do 1 września 2010. Po powrocie był zastępcą dyrektora Protokołu Dyplomatycznego odpowiedzialnym za kwestie przywilejów i immunitetów przedstawicieli dyplomatycznych oraz misji dyplomatycznych, a także za sprawy związane z nieruchomościami obcych misji dyplomatycznych w Polsce.
Od 2012 do 2016 ambasador RP w Wenezueli. W czasie pełnienia swojej misji doprowadził do ustanowienia nowych konsulów honorowych w Wenezueli, Barbados, Gujanie, Wspólnocie Dominiki, St Vincent i Grenadynach. Uzyskał poparcie dla polskich kandydatów w Organizacji Międzynarodowej Lotnictwa Cywilnego, w Międzynarodowym Trybunale Karnym, i do Rady Bezpieczeństwa ONZ. Dzięki jego zabiegom sesja Komitetu Światowego Dziedzictwa UNESCO w 2017 odbyła się w Krakowie.
W styczniu 2017 powrócił do centrali MSZ.
Odznaczony Srebrnym Krzyżem Zasługi (2005) oraz Krzyżem Związku Sybiraków. Włada angielskim i hiszpańskim. Jest żonaty i ma troje dzieci.